# Émporos

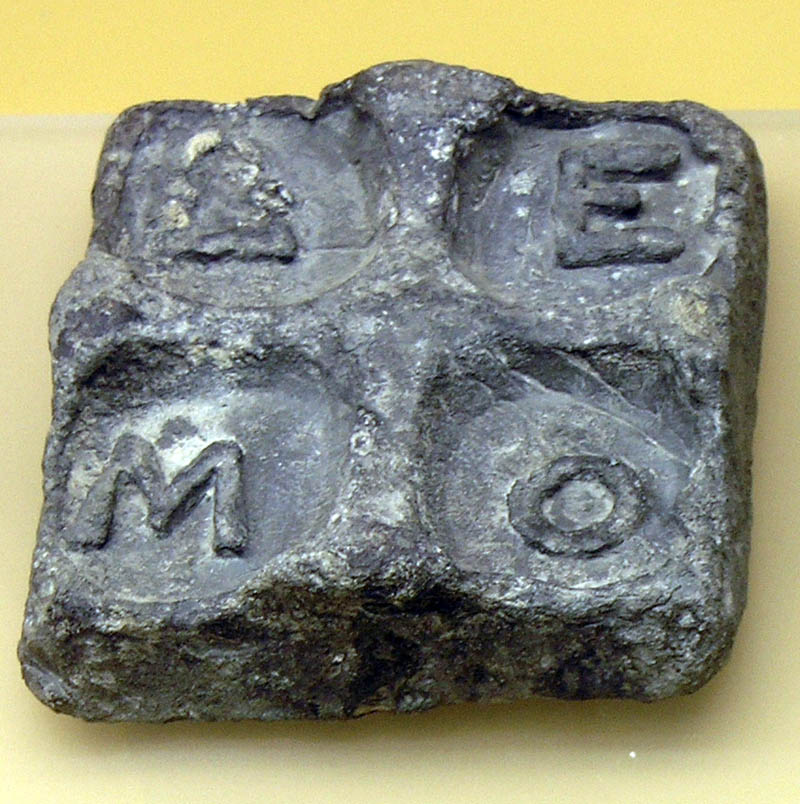
Peso de plomo encontrado en Atenas. Museo del Ágora de Atenas.

En la Antigua Grecia, un émporos (griego antiguo ἔμπορος), era originalmente, en los poemas homéricos, un individuo que viajaba en un barco ajeno. En la Grecia clásica, adquiere el sentido más preciso de marino mercante. El émporos se dedicaba al comercio internacional comprando en un lugar una mercancía que no había fabricado para trasportarla en un barco que no le pertenecía hasta otro puerto donde la vendía.

## Organización del transporte
Los emporoi negociaban con los naucleros, propietarios de barcos, para disponer en el navío de éstos, de un espacio para almacenar sus mercancías durante el viaje (no había una asociación regular entre naucleros y emporoi). El émporos le pagaba con sus propios fondos, pero también podía financiarse, en parte o en totalidad, mediante un préstamo suscrito ante particulares con tipos de interés elevados (20 a 30%), habida cuenta del carácter incierto de la empresa (préstamo a la gruesa ventura).
En general, en un mismo barco, se encontraban varios emporoi y sus mercancías, cada uno con un contrato diferente con el nauclero. El barco mencionado en el Contra Formión de Demóstenes transporta treinta marinos mercantes.
Con frecuencia, los emporoi en general se especializaban en una mercancía en particular: compraban y vendían un poco de todo, en función de las oportunidades del momento. Una vez vendida la mercancía en el puerto de destino, utilizaban inmediatamente el producto de la venta para comprar otras mercancías que serán vendidas en el puerto de partida o durante una escala. Se liberaban así de la difícil cuestión del cambio de moneda, siendo esencial para ellos traer en el puerto de origen una mercancía de valor netamente superior a la comprada en la partida.
El émporos era un comerciante que se arriesgaba, en la medida en que por una parte las condiciones de navegación eran peligrosas, por otra parte los beneficios se basaban en la oferta y la demanda de un producto entre dos regiones distintas. Ahora bien, en dicha época, aunque los  emporoi podían apoyarse sobre informaciones proporcionadas, de viva voz o por cartas incisas en plomo, por la vasta red de amistades y de relaciones profesionales de que disponían, «el conocimiento de las necesidades de un lugar alejado en un momento dado era imperfecto», y podía variar la duración del viaje.

## Extracción social
Durante mucho tiempo se consideró, bajo la influencia de Johannes Hasebroek, que en Atenas los miembros de esta profesión eran exclusivamente metecos, pero el estudio prosopográfico efectuado por Charles Reed ha mostrado que algunos emporoi que fercuentaban el puerto de El Pireo eran ciudadanos atenienses, aunque fueran minoría. Jean-Nicolas Corvisier ha calculado a partir del estudio de Reed que 10 emporoi de 41, es decir, el 23%, eran ciudadanos, entre los cuales los había que habían adquirido la ciudadanía. Sin embargo, en la mayoría de casos, esta inversión en la actividad comercial debe relativizarse para los ciudadanos más ricos: para ellos no tenía más que una importancia aneja a la política, por ejemplo, como muestra el hecho de que no se consideraban ni 'emporoi ni naucleros.
Además, si el hecho que los emporoi recurrían al préstamo a la gruesa ventura ha sido avanzado como una prueba de su pobreza, parece que ello se explica por los beneficios económicos del proceso. Hay varios ejemplos de emporoi que disponían de un claro desahogo financiero. El émporos Licón de Heraclea que disponía de un depósito de 16 minas y 40 dracmas en el banco de Pasión, prestó 40 minas a dos atenienses. Disfrutaba de relaciones privilegiadas con un ciudadano ateniense lo suficientemente rico para haber asumido la trierarquía en 373-372 a. C.: «tanto por sus relaciones sociales como por su patrimonio estimado, Licón parece pertenecer a las capas más acomodadas». Parece, por otra parte que en el siglo IV a. C., el oficio de émporos constituía, más que antes, una fuente de orgullo: en Halicarnaso, una inscripción de un émporos llamado Feneo agradece a Afrodita el haberle permitido enriquecerse como un «gran mercante en el mar»; en la misma época, en el Contra Lacritos de Demóstenes, Androcles, como ciudadano ateniense, no vaciló en reivindicar ante el tribunal su calidad de émporos. Este Androcles, por otra parte, prestó conjuntamente con Nausícrates 3000 dracmas a dos faselitas. «No había pues contradicción a priori entre un nivel elevado de riqueza y este tipo de actividad», incluso si en su conjunto, los emporoi no se manifestaban particularmente por su riqueza: de los 45 emporoi y naucleros del siglo IV a. C. identificados por Charles Reed, únicamente 13, el 30%,  podían ser calificados de ricos. Ente estos 13 ricos emporoi, se han encontrado nueve, el 20% del conjunto, en serlo lo suficiente para prestar dinero.